# Eupetersia sakalava
Eupetersia sakalava là một loài Hymenoptera trong họ Halictidae. Loài này được Blüthgen mô tả khoa học năm 1936.